# Liste der Baudenkmäler in Neukirchen vorm Wald
Auf dieser Seite sind die Baudenkmäler in der niederbayerischen Gemeinde Neukirchen vorm Wald zusammengestellt. Diese Tabelle ist eine Teilliste der Liste der Baudenkmäler in Bayern. Grundlage ist die Bayerische Denkmalliste, die auf Basis des Bayerischen Denkmalschutzgesetzes vom 1. Oktober 1973 erstmals erstellt wurde und seither durch das Bayerische Landesamt für Denkmalpflege geführt wird. Die folgenden Angaben ersetzen nicht die rechtsverbindliche Auskunft der Denkmalschutzbehörde.
 Die Liste gibt den Fortschreibungsstand vom 3. Juli 2018 wieder und umfasst 23 Baudenkmäler.

## Baudenkmäler nach Ortsteilen

### Neukirchen
| Lage                        | Objekt                             | Beschreibung | Akten-Nr.              | Bild           |
| --------------------------- | ---------------------------------- | --- | ---------------------- | -------------- |
| Hofmark 2 (Standort)        | Gasthof zur Linde                  | Zweigeschossiger und traufständiger Flachsatteldachbau, 1807. | D-2-75-135-3           | BW             |
| Hofmark 4 (Standort)        | Katholische Pfarrkirche St. Martin | Saalkirche mit eingezogener Polygonalapsis, Westturm und Seelenkapelle, Neubau 1724 nach Plänen von Gregor Sälzl, unter Verwendung der spätgotischen Umfassungsmauern und des Turms, Turmerhöhung 1756 nach Plänen von Joseph Matthias Götz; mit Ausstattung; Friedhofstor, flach gewölbter Walmdachbau mit Giebelschmuck, Eckpilastern, schmiedeeisernem Gitter und Wandnischen, 18. Jahrhundert | D-2-75-135-1           | weitere Bilder |
| Hofmark 4 (Standort)        | Friedhofstor                       | Flach gewölbter Walmdachbau mit Giebelschmuck, Eckpilastern, schmiedeeisernem Gitter und Wandnischen, 18. Jahrhundert. | D-2-75-135-1 zugehörig | BW             |
| Pfründestraße 12 (Standort) | Ehemaliger Pfarrhof                | Stattlicher zweigeschossiger Mansardwalmdachbau mit Putzgliederungen, spätbarock, 1733. | D-2-75-135-2           | BW             |

### Büchl
| Lage               | Objekt   | Beschreibung                                                                                          | Akten-Nr.    | Bild |
| ------------------ | -------- | --- | ------------ | ---- |
| Büchl 5 (Standort) | Gasthaus | Zweigeschossiger und firstparalleler Walmdachbau mit profiliertem Kranzgesims, bezeichnet mit „1844“. | D-2-75-135-4 | BW   |

### Ferzing
| Lage                 | Objekt                              | Beschreibung | Akten-Nr.              | Bild |
| -------------------- | ----------------------------------- | --- | ---------------------- | ---- |
| Ferzing 2 (Standort) | Vierseithof, Wohnhaus               | Zweigeschossiger und giebelständiger Obergeschoss-Blockbau mit vorschießendem Satteldach, Giebel- und Traufschroten mit Balustern und geschnitzten Stangen, Mitte 18. Jahrhundert, Dach später aufgesteilt. | D-2-75-135-5           | BW   |
| Ferzing 2 (Standort) | Vierseithof, Hofmauer               | Korbbogige Hofeinfahrt mit Sonnentor und Fußgängerpforte, bezeichnet mit „1722“. | D-2-75-135-5 zugehörig | BW   |
| Ferzing 2 (Standort) | Vierseithof, Nebengebäude mit Stall | Zweigeschossiger und giebelständiger Bruchsteinbau mit vorschießendem Satteldach, zweite Hälfte 19. Jahrhundert.                                                                                            | D-2-75-135-5 zugehörig | BW   |

### Geiermühle
| Lage                    | Objekt                                | Beschreibung | Akten-Nr.    | Bild           |
| ----------------------- | ------------------------------------- | --- | ------------ | -------------- |
| Geiermühle 5 (Standort) | Katholische Filialkirche Mariä Geburt | Saalkirche mit eingezogener, halbrundschließender Apsis, verblechtem Giebeldachreiter und Bauinschrift, errichtet 1641 (bezeichnet) nach Vorbild der Kapelle Maria Einsiedeln, Umbauten 1820 (bezeichnet); mit Ausstattung. | D-2-75-135-6 | weitere Bilder |

### Haag
| Lage              | Objekt                                                                             | Beschreibung | Akten-Nr.    | Bild |
| ----------------- | ---------------------------------------------------------------------------------- | --- | ------------ | ---- |
| Haag 3 (Standort) | Wohnhaus eines Vierseithofes im Typ des Waldlerhauses                              | Eingeschossiger Flachsatteldach mit Dachvorschuss, Blockbau-Kniestock und Giebelschrot, Giebel teilweise verschindelt, zweite Hälfte 18. Jahrhundert. | D-2-75-135-7 | BW   |
| Haag 5 (Standort) | Zugehöriger langgestreckter Südflügel mit Flachsatteldach und Blockbau-Traidkasten | Ende 18. Jahrhundert. | D-2-75-135-8 | BW   |

### Höherberg
| Lage                   | Objekt                          | Beschreibung                                                                                    | Akten-Nr.    | Bild |
| ---------------------- | ------------------------------- | ----------------------------------------------------------------------------------------------- | ------------ | ---- |
| Höherberg 1 (Standort) | Zugehöriger kleiner Traidkasten | Traufständiger Obergeschoss-Blockbau mit vorschießendem Flachsatteldach, bezeichnet mit „1814“. | D-2-75-135-9 | BW   |

### Klessing
| Lage                   | Objekt      | Beschreibung | Akten-Nr.     | Bild |
| ---------------------- | ----------- | --- | ------------- | ---- |
| Klessing 20 (Standort) | Waldlerhaus | Eingeschossiger und giebelständiger Blockbau mit vorschießendem Flachsatteldach, giebelseitigem Stangenschrot, Rauchstubenfenstern und sehr frühen Zierformen, erste Hälfte 17. Jahrhundert, Stall bezeichnet mit „1929“ (letzte Ziffer unsicher). | D-2-75-135-13 | BW   |

### Kolomann
| Lage                  | Objekt                                | Beschreibung | Akten-Nr.     | Bild           |
| --------------------- | ------------------------------------- | --- | ------------- | -------------- |
| Kolomann 3 (Standort) | Katholische Filialkirche St. Kolomann | Saalkirche mit eingezogenem Polygonalchor, Halbwalmdach und verschindeltem Dachreiter, Anfang 18. Jahrhundert; mit Ausstattung. | D-2-75-135-14 | weitere Bilder |

### Loosing
| Lage                 | Objekt                           | Beschreibung | Akten-Nr.               | Bild |
| -------------------- | -------------------------------- | --- | ----------------------- | ---- |
| Loosing 3 (Standort) | Wohnhaus eines Dreiseithofes     | Stattlicher zweigeschossiger,teilweise verschindelter Blockbau mit vorschießendem, aufgesteiltem Satteldach, Kniestock und Gred, Mitte 18. Jahrhundert, Dach später.                                                 | D-2-75-135-16           | BW   |
| Loosing 4 (Standort) | Dreiseithof, Wohnhaus in Ecklage | Zweigeschossiger und unverputzter Backsteinbau auf Bruchsteinsockel, mit vorschießendem Flachsatteldach und Traufschrot, unverputzte Hofmauer mit Toreinfahrt und Fußgängerpforte, bezeichnet mit „1859“ und „1881“. | D-2-75-135-15           | BW   |
| Loosing 4 (Standort) | Traidkasten                      | Giebelständiger und geständerter Obergeschoss-Blockbau mit vorschießendem Flachsatteldach und überdachtem Gang, erste Hälfte 19. Jahrhundert.                                                                        | D-2-75-135-15 zugehörig | BW   |

### Möging
| Lage                | Objekt     | Beschreibung                                                       | Akten-Nr.     | Bild |
| ------------------- | ---------- | ------------------------------------------------------------------ | ------------- | ---- |
| Möging 3 (Standort) | Hofkapelle | Giebelständiger Satteldachbau mit Kämpfern, Mitte 19. Jahrhundert. | D-2-75-135-18 | BW   |

### Pilling
| Lage                  | Objekt                 | Beschreibung                                                                        | Akten-Nr.     | Bild |
| --------------------- | ---------------------- | ----------------------------------------------------------------------------------- | ------------- | ---- |
| Pilling 17 (Standort) | Zugehöriger Westflügel | Zugehöriger Westflügel, mit Traidkasten unter Flachdach, 1. Drittel 19. Jahrhundert | D-2-75-135-21 | BW   |

### Sanzing
| Lage                 | Objekt                       | Beschreibung | Akten-Nr.     | Bild |
| -------------------- | ---------------------------- | --- | ------------- | ---- |
| Sanzing 2 (Standort) | Wohnhaus eines Vierseithofes | Zweigeschossiger und giebelständiger Obergeschoss-Blockbau mit Satteldach, zweite Hälfte 17. Jahrhundert und Mitte 19. Jahrhundert. | D-2-75-135-24 | BW   |

### Stelzmühle
| Lage                    | Objekt                                      | Beschreibung           | Akten-Nr.     | Bild |
| ----------------------- | ------------------------------------------- | ---------------------- | ------------- | ---- |
| Stelzmühle 1 (Standort) | Geschnitzte Haustür und steinerner Türsturz | Bezeichnet mit „1885“. | D-2-75-135-26 | BW   |

### Waldenreut
| Lage                    | Objekt                                  | Beschreibung | Akten-Nr.     | Bild |
| ----------------------- | --------------------------------------- | --- | ------------- | ---- |
| Waldenreut 5 (Standort) | Gutshaus                                | Zweigeschossiger, gegliederter Mansardwalmdachbau mit Risaliten, Zwerchhaus, Gesimsgliederungen und Eckturm mit Zwiebelhaube, 1928.         | D-2-75-135-28 | BW   |
| Waldenreut 6 (Standort) | Katholische Filialkirche St. Pankratius | Saalkirche mit Steildach, eingezogener Polygonalapsis und verschindeltem Glockendachreiter, vor 1558, renoviert vor 1760, Erweiterung 1949. | D-2-75-135-27 | BW   |

### Watzing
| Lage                 | Objekt                         | Beschreibung | Akten-Nr.     | Bild |
| -------------------- | ------------------------------ | --- | ------------- | ---- |
| Watzing 1 (Standort) | Bauernhaus eines Vierseithofes | Eingeschossiger und traufständiger, unverputzter Ziegelbau mit vorschießendem Flachsatteldach, bezeichnet mit „1858“, rückseitig älterer Teil mit Blockbau-Obergeschoss und Dacherhöhung, im Kern 18./19. Jahrhundert. | D-2-75-135-29 | BW   |

### Weiding
| Lage                     | Objekt                                                                   | Beschreibung            | Akten-Nr.     | Bild |
| ------------------------ | ------------------------------------------------------------------------ | ----------------------- | ------------- | ---- |
| Dorfstraße 14 (Standort) | Zugehöriger geständerter und verschalter Traidkasten mit Flachsatteldach | Anfang 19. Jahrhundert. | D-2-75-135-30 | BW   |

### Weisching
| Lage                   | Objekt                  | Beschreibung | Akten-Nr.     | Bild |
| ---------------------- | ----------------------- | --- | ------------- | ---- |
| Weisching 2 (Standort) | Zugehöriger Traidkasten | Traufständiger und geständerter Blockbau mit Flachdach, zweite Hälfte 17. Jahrhundert, Erdgeschoss teilweise modern erneuert. | D-2-75-135-32 | BW   |

### Witzling
| Lage                  | Objekt                       | Beschreibung | Akten-Nr.               | Bild |
| --------------------- | ---------------------------- | --- | ----------------------- | ---- |
| Witzling 3 (Standort) | Wohnhaus eines Vierseithofes | Zweigeschossiger und traufständiger Satteldachbau mit reichem, originellem Fassadendekor in bäuerlichem Klassizismus, bezeichnet mit „1837“. | D-2-75-135-33           | BW   |
| Witzling 3 (Standort) | Stadel                       | Mächtiger Ständerbohlenbau mit Satteldach und Hochtenne, gleichzeitig.                                                                       | D-2-75-135-33 zugehörig | BW   |

## Ehemalige Baudenkmäler
In diesem Abschnitt sind Objekte aufgeführt, die früher einmal in der Denkmalliste eingetragen waren, jetzt aber nicht mehr. Objekte, die in anderem Zusammenhang also z. B. als Teil eines Baudenkmals weiter eingetragen sind, sollen hier nicht aufgeführt werden. Aktennummern in diesem Abschnitt sind ehemalige, jetzt nicht mehr gültige Aktennummern.

| Lage                               | Objekt                                                   | Beschreibung                                                                              | Akten-Nr.     | Bild |
| ---------------------------------- | -------------------------------------------------------- | ----------------------------------------------------------------------------------------- | ------------- | ---- |
| Höherberg 3 (Standort)             | Geständerter Traidkasten mit Flachdach                   | Anfang 19. Jahrhundert.                                                                   | D-2-75-135-10 | BW   |
| Höherberg 4 (Standort)             | Kleiner geständerter Traidkasten mit Flachdach           | Anfang 19. Jahrhundert.                                                                   | D-2-75-135-11 | BW   |
| Hötzendorf Haus Nummer 65 ()       | Zugehöriger Südflügel                                    | Schupfen mit obergeschossigem Traidkasten unter Flachdach, 18./19. Jahrhundert.           | D-2-75-135-12 |      |
| Pilling 12 (Standort)              | Zugehöriger großer Stadel mit Steilsatteldach            | Kopfbügen und alter Verbretterung, erstes Drittel 19. Jahrhundert.                        | D-2-75-135-19 | BW   |
| Pilling 16 (Standort)              | Bauernhaus eines Vierseithofes                           | Massivbau mit Flachdach, Putzbändern, Traufschrot, zweites Viertel 19. Jahrhundert.       | D-2-75-135-20 | BW   |
| Pirking 8 (Standort)               | Wohnhaus                                                 | Mit Satteldach (ursprünglich Schopfwalm) und Resten von Putzdekor, bezeichnet mit „1811“. | D-2-75-135-22 | BW   |
| Stallham Haus Nummer 30 (Standort) | Zugehöriger Südflügel mit Traidkasten                    | 18./19. Jahrhundert.                                                                      | D-2-75-135-25 | BW   |
| Weiding Dorfstraße 15 (Standort)   | Zugehöriger teilverschindelter Traidkasten mit Flachdach | Erstes Drittel 19. Jahrhundert.                                                           | D-2-75-135-31 | BW   |
| Witzling 4 (Standort)              | Wohnhaus eines Vierseithofes                             | Blockbau mit Flachdach, zum Teil verschindelt, Ende 18. Jahrhundert, Zutaten 1890.        | D-2-75-135-34 | BW   |